# Can Cendra
Can Cendra es un edificio catalogado en el Inventario del Patrimonio Arquitectónico de Cataluña en el lado izquierdo de la calle de Avall en el municipio de Anglés (provincia de Gerona, Cataluña, España). Esta casa fue propiedad de la familia Cendra hasta que en 1986 fue comprado por el Ayuntamiento de Anglés. El actual edificación de Can Cendra es el resultado de las obras de reforma y ampliación de un antiguo casal, efectuadas por el arquitecto Rafael Masó en los años 1913-1915, con un lenguaje arquitectónico novecentista, de referencias a arquitecturas centroeuropeas. La reforma dio como resultado un conjunto formado por dos casas claramente diferenciadas, que tienen fachada a calle de Avall, y por varios volúmenes y terrazas anexos adosados a las dos casas principales y orientados a mediodía, que quedan situados frente a los jardines de la finca.

## Arquitectura

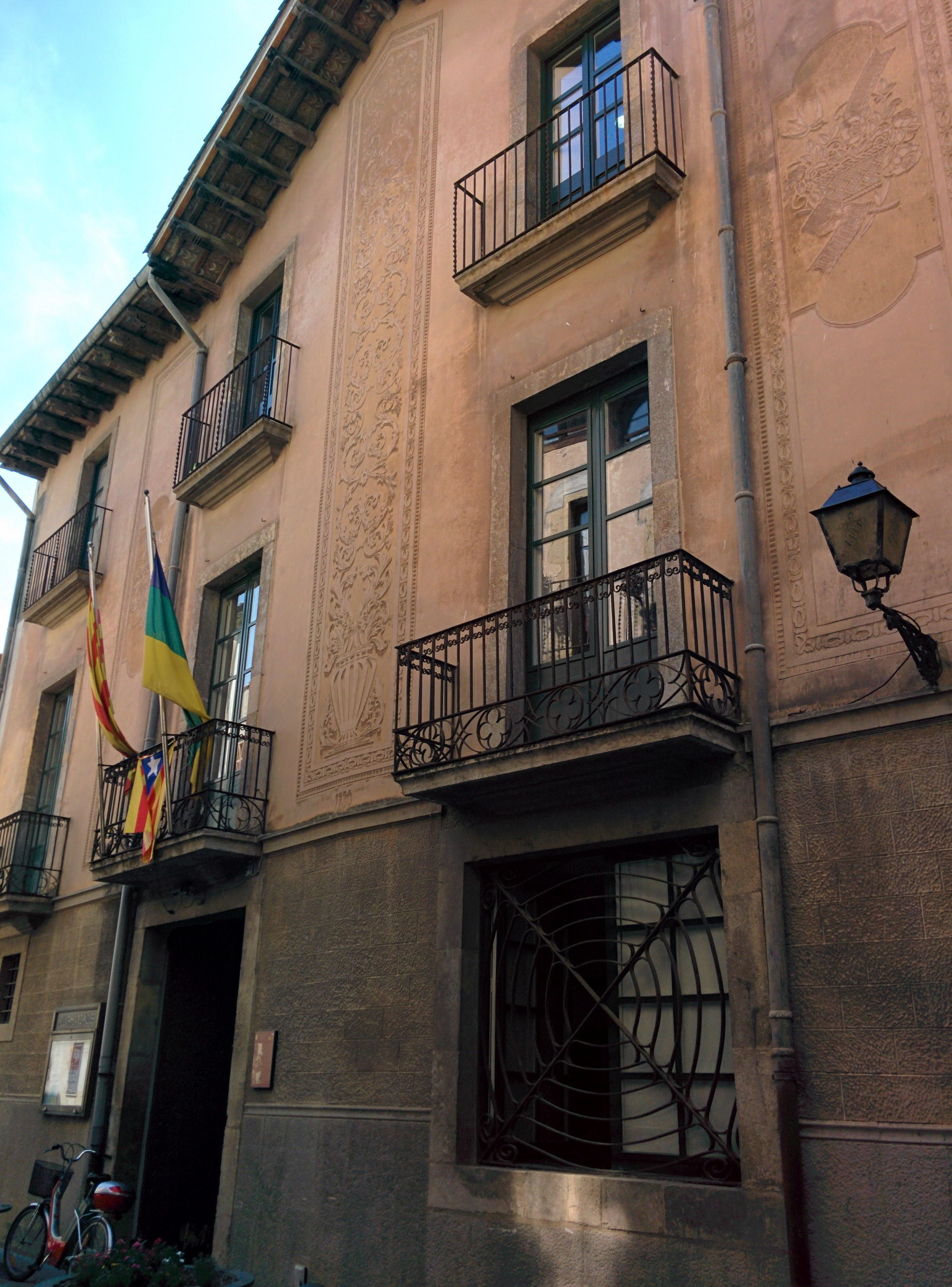
Vista del inmueble.

Casal de grandes dimensiones que consta de planta baja y dos pisos, entre medianeras, cubierto con un tejado a dos aguas de vertientes en laterales. La planta baja consta de cuatro aberturas de tamaño significativamente dispar, ya que las dos centrales, es decir el portal de acceso y la ventana de la izquierda, son sensiblemente mayores en comparación con las dos de los extremos. Ahora bien, las cuatro recogen las mismas características compositivas, es decir, dintel monolítico conformando un arco plano y montantes de piedra. Añadir que las cuatro ventanas son cubiertas con una estructura de enrejado de hierro forjado, muy acentuada en la ventana de la izquierda del portal.
Paralelamente, esta planta baja consta de dos fajas o franjas de piedra que la dividen en dos sectores constituidos por materiales dispares creando un contraste visual eficaz. Por un lado, encontramos el cuerpo de piedra original. Mientras que por la otra, encima de la anterior el falso aparato imitando el almohadillado de piedra.
Con respecto al primer y segundo piso, estos dos han sido resueltos en la base de la reproducción del mismo planteamiento formal, es decir: cuatro grandes aberturas rectangulares para piso, con dintel monolítico conformando un arco plano y montantes de piedra.
De estas cuatro ventanas, las tres centrales son proyectadas como balcones con sus respectivas barandas de hierro forjado y con la disposición de unos basamentos moldurados —los del primer piso en concordancia con la faja de piedra— que contemplan no solo fines estéticos y ornamentales sino también prácticas y funcionales.
El único aspecto en que se diferencian es en el tamaño, ya que las ventanas del primer piso son sensiblemente mayores. En cambio las ventanas del extremo izquierdo de ambos pisos son más pequeñas y no contemplan la función de balconera.
Toda la fachada está ampliamente imbuida e impregnada de una atmósfera estética novecentista, que se deja sentir en partes puntuales muy claras: desde las barandillas de hierro forjado que contemplan un repertorio ornamental y decorativo muy amplio. Pasando por los esgrafiados que inundan y acaparan gran parte del espacio físico de la fachada, con unas formas y motivos florales muy atractivos y cautivadores. Hasta llegar al cromatismo tanto cálido con estas tonalidades sepia o pastel tanto encantadoras o el espectacular alero con cerámica esmaltada de diferentes colores y con una original composición ondulante.
Esto provoca un contraste visual muy eficaz y enorme en la calle de Avall, en el que impactan y colisionan no sólo dos léxicos arquitectónicos, sino dos esferas completamente dispares, como son el mundo medieval y el mundo clásico novecentista.